# Chimera (Mayhem)
Pour les articles homonymes, voir Chimera.
Albums de Mayhem
Grand Declaration of War
(2000) Ordo Ad Chao
(2007)
Chimera est le troisième album studio du groupe de Black metal norvégien Mayhem. L'album est sorti en 2004 par la Maison de disques Season of Mist.
Il s'agit du dernier album du groupe enregistré avec le vocaliste Maniac au sein de sa formation.
Cet album, comme son prédécesseur Grand Declaration of War, est assez éloigné des albums du groupe de la période Deathcrush. En effet, on y retrouve des éléments plus expérimentaux et moins "True black metal". C'est pour cela que l'album a été très critiqué dans la scène metal underground.

## Pochette
- La pochette sur cet album est une capture d'écran, extraite du film muet suèdo-danois Haxän datant de 1922.

## Crédits
- Maniac (Sven Erik Kristiansen) – chant, paroles
- Blasphemer (Rune Erickson) – guitare, production
- Necrobutcher (Jørn Stubberud) – basse
- Hellhammer (Jan Axel Blomberg) – batterie, mixage
- Borge Finstad - Ingénieur du son
- Sebastian Ludvigsen - Photographie

## Liste des morceaux
1. Whore – 2:58
2. Dark Night of the Soul – 6:08
3. Rape Humanity With Pride – 5:41
4. My Death – 5:54
5. You Must Fall – 4:13
6. Slaughter of Dreams – 6:59
7. Impious Devious Leper Lord – 5:38
8. Chimera – 7:00